# Kompania graniczna KOP „Korzec”

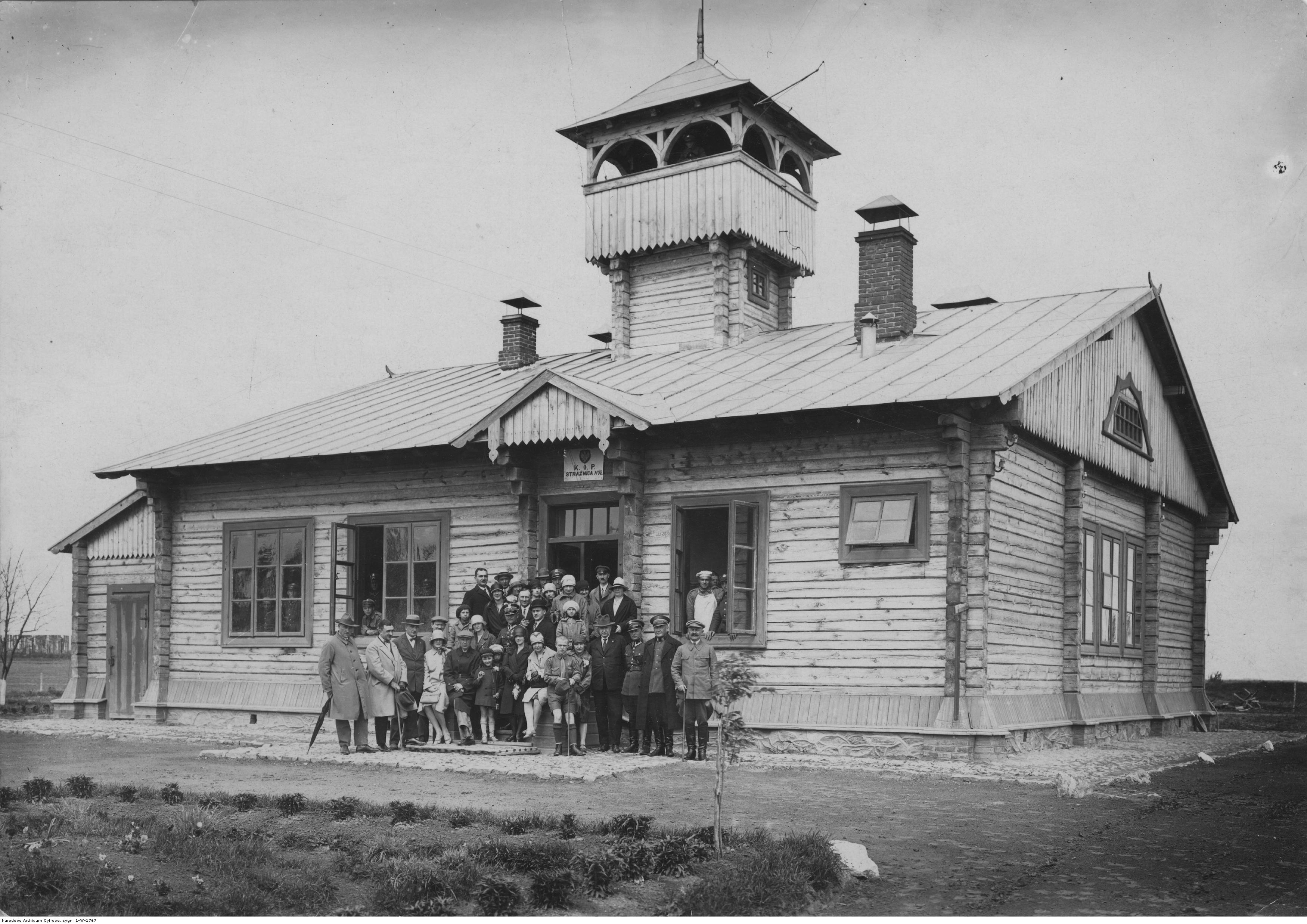
Strażnica KOP w Korcu (Cukrownia) na Wołyniu

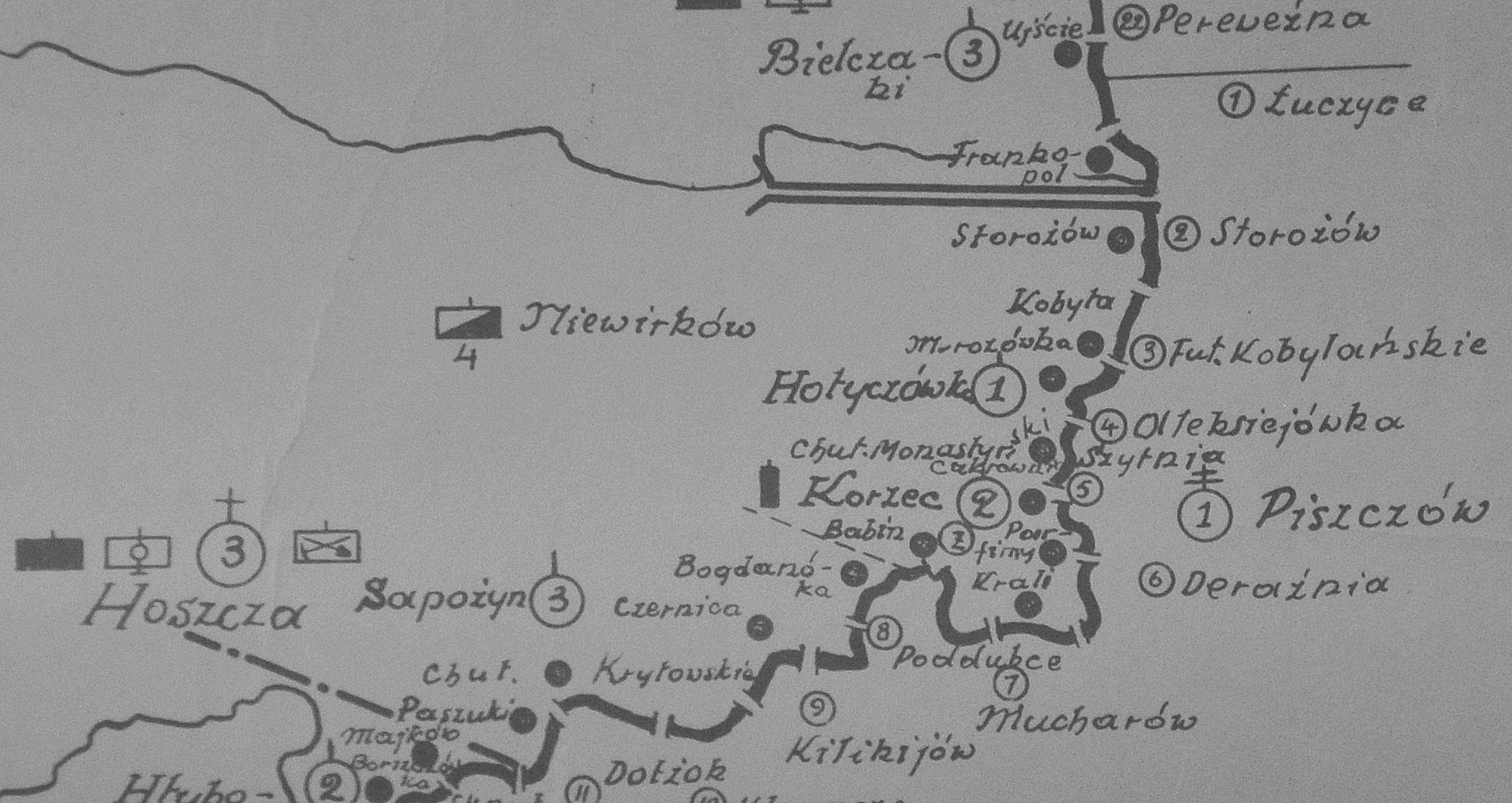
Rozmieszczenie baonu KOP „Hoszcza” w 1931

Kompania graniczna KOP „Korzec” – pododdział graniczny Korpusu Ochrony Pogranicza pełniący służbę ochronną na granicy polsko-radzieckiej.

## Geneza
Do czasu zakończenia wojny polsko-bolszewickiej, czyli do jesieni 1920, wschodnią granicę państwa polskiego wyznaczała linia frontu. Dopiero zarządzeniem z 6 listopada 1920 utworzono Kordon Graniczny Ministerstwa Spraw Wojskowych. W połowie stycznia 1921 zmodyfikowano formę ochrony granicy i rozpoczęto organizowanie Kordonu Granicznego Naczelnego Dowództwa WP. Obsadzony on miał być przez żandarmerię polową i oddziały wojskowe. Latem 1921 ochronę granicy wschodniej postanowiło powierzyć Batalionom Celnym. W Korcu rozmieszczono dowództwo i pododdziały sztabowe 9 batalionu celnego. 
W drugiej połowie 1922 przeprowadzono kolejną reorganizację organów strzegących granicy wschodniej. 1 września 1922 bataliony celne przemianowano na bataliony Straży Granicznej. W rejonie odpowiedzialności przyszłej kompanii granicznej KOP „Korzec” służbę graniczną pełniły pododdziały 9 batalionu Straży Granicznej. 
Już w następnym roku zlikwidowano Straż Graniczną, a z dniem 1 lipca 1923 pełnienie służby granicznej na wschodnich rubieżach powierzono Policji Państwowej. 
W sierpniu 1924 podjęto uchwałę o powołaniu Korpusu Ochrony Pogranicza – formacji zorganizowanej na wzór wojskowy, a będącej w etacie Ministerstwa Spraw Wewnętrznych.

## Formowanie i zmiany organizacyjne
Na podstawie rozkazu szefa Sztabu Generalnego L. dz. 12044/O.de B./24 z 27 września 1924, w pierwszym etapie organizacji Korpusu Ochrony Pogranicza, sformowano 3 batalion graniczny , a w jego składzie 28 kompanię graniczną KOP.
W listopadzie 1936 kompania liczyła 2 oficerów, 8 podoficerów, 4 nadterminowych i 82 żołnierzy służby zasadniczej.
W 1939 2 kompania graniczna KOP „Korzec” podlegała dowódcy batalionu KOP „Hoszcza”.

## Służba graniczna
Podstawową jednostką taktyczną Korpusu Ochrony Pogranicza przeznaczoną do pełnienia służby ochronnej był batalion graniczny. Odcinek batalionu dzielił się na pododcinki kompanii, a te z kolei na pododcinki strażnic, które były „zasadniczymi jednostkami pełniącymi służbę ochronną”, w sile półplutonu. Służba ochronna pełniona była systemem zmiennym, polegającym na stałym patrolowaniu strefy nadgranicznej i tyłowej, wystawianiu posterunków alarmowych, obserwacyjnych i kontrolnych stałych, patrolowaniu i organizowaniu zasadzek w miejscach rozpoznanych jako niebezpieczne, kontrolowaniu dokumentów i zatrzymywaniu osób podejrzanych, a także utrzymywaniu ścisłej łączności między oddziałami i władzami administracyjnymi. Miejscowość, w którym stacjonowała kompania graniczna, posiadała status garnizonu Korpusu Ochrony Pogranicza.
2 kompania graniczna „Korzec” w 1934 ochraniała odcinek granicy państwowej szerokości 26 kilometrów 681 metrów. Po stronie sowieckiej granicę ochraniały zastawy „Szytnia”, „Deraźnia” i „Mucharów” z komendantury „Piszczów” .
Wydarzenia
- W meldunku sytuacyjnym z 29 stycznia 1925 napisano: Na pododcinku kompanii za nielegalne przekroczenie granicy z Bolszewji przytrzymano trzy osoby[16].
- W meldunku sytuacyjnym z 30 stycznia 1925 napisano:

27 stycznia 1925 roku o godz. 24.00 na strażnicy nr 98 zatrzymano dwie kobiety, które między słupami 1572-1573 usiłowały przejść na stronę Rosji.
28 stycznia 1925 roku o godz. 3.15 zatrzymano niejakiego Ryczkę, który między słupami 1571-1572 przekroczył granicę z Rosji.
Kompanie sąsiednie:
- 1 kompania graniczna KOP „Hołyczówka” ⇔ 3 kompania graniczna KOP „Sapożyn” – 1928[18], 1929[19], 1931[15] , 1932[20], 1934[21], 1938[22]

## Struktura organizacyjna
Strażnice kompanii w latach 1928 – 1929 :
- 96 strażnica KOP „Korzec «Cukrownia»” (Cukrownia[18])
- 97 strażnica KOP „Chutor Parfima”[d]
- 98 strażnica KOP „Chutor Krale”
- 99 strażnica KOP „Babin”
- 100 strażnica KOP „Bogdanówka”[e]

Strażnice kompanii w latach 1931 – 1934 
- strażnica KOP „Cukrownia”
- strażnica KOP „Parfimy”
- strażnica KOP „Krale”[g][h]
- strażnica KOP „Babin”[i]

Strażnice kompanii w 1938
- strażnica KOP „Cukrownia”
- strażnica KOP „Krale”
- strażnica KOP „Babin”

Organizacja kompanii 17 września 1939:
- dowództwo kompanii
- pluton odwodowy
- 1 strażnica KOP „Cukrownia”
- 2 strażnica KOP „Krale”
- 3 strażnica KOP „Babin”

## Dowódcy kompanii
- kpt. Mieczysław Duch (od 5 października 1924, był 2 lutego 1925)[26]
- kpt. Jan Masternak (był 31 lipca 1928 − 20 marca 1929 → przeniesiony do 26 b KOP)[27]
- kpt. Władysław Węgrzyński (29 marca 1929 − 1 kwietnia 1931 → kwatermistrz batalionu)[27]
- kpt. Władysław Majerski (1 kwietnia 1931 − )[27]
- kpt. Stefan Jesionek (był 1 kwietnia 1932 − kwietnia 1932 → dowódca kompanii odwodowej)[27]
- kpt. Władysław Grodnicki (był 1 maja 1932 − )[27]
- kpt. Marcin Zalewski (17 lipca 1932 − )[27]
- kpt. Stanisław Nowicki[j] (- 1939)